# Rhinactina
Rhinactina là một chi thực vật có hoa trong họ Cúc (Asteraceae).

## Loài
Chi Rhinactina gồm các loài: